# Toppop Golden Years
Toppop Golden Years was een Nederlands televisieprogramma dat tussen 2008 en 2009 werd uitgezonden via Nederland 3 bij de NPS.
De serie bestond uit afleveringen van elk dertig minuten met daarin clips uit het oorspronkelijke televisieprogramma Toppop uit de jaren zeventig en tachtig. Oud-Toppop-presentator Ad Visser werd aangetrokken om de clips te introduceren.
De afleveringen waren opgebouwd rond thema's, zoals reggae, eendagsvliegen, disco, vrouwen, etc. De clips werden voorzien van trivia die in tekstbalken onderin beeld te zien waren. In 2009 verscheen een dvd-serie met daarop hoogtepunten uit Toppop en Toppop Golden Years.
Het programma werd geproduceerd door Screentime Entertainment en Toppop B.V., met medewerking van Ad Visser (presentatie) en Johan van Slooten (teksten).